# Paralacydes areoscopa
Paralacydes areoscopa là một loài bướm đêm thuộc phân họ Arctiinae, họ Erebidae.